# XV SS-Kosaken Kavallerie Korps
Il XV. SS-Kosaken-Kavalleriekorps è stato un corpo d'armata creato nel 1944 unendo due divisioni di cavalleria cosacca, a cui si aggiunsero un paio di brigate di fanteria cosacca; i soldati del corpo, che provenivano soprattutto dalla regione di Kuban' allora parte dell'Unione Sovietica, decisero di schierarsi con l'Asse dopo l'Operazione Barbarossa venendo poi trasferiti a ovest fino a raggiungere l'Italia nord-orientale, in séguito alle grandi controffensive dell'Armata Rossa.

## Storia
Nel novembre 1944 la 1. Kosaken-Kavallerie-Division della Wehrmacht, passò ufficialmente sotto le insegne delle Waffen-SS, dopo che il comandante dell'unità cosacca, il generale Helmuth von Pannwitz, diede il suo consenso onde facilitare l'approvvigionamento del corpo. Contemporaneamente fu costituita la 2ª divisione di cavalleria cosacca.
Furono quindi unificate nella XV SS-Kosaken Kavallerie Korps in seguito a un ordine del 1º febbraio 1945.
Il corpo d'armata fu adoperato nella primavera 1944 per la lotta anti-partigiana in Jugoslavia (Operazione Rösselsprung) e qualche mese dopo in Carnia (Operazione Ataman). Gli effettivi di tale unità ammontarono a 52.000 uomini.
Il corpo d'armata dopo la resa della Germania continuò a combattere contro i partigiani jugoslavi fino a giungere nella zona d'occupazione britannica il 13 maggio 1945, dove consegnò le armi davanti ai soldati inglesi. Venne però consegnato ai sovietici in modo analogo a molti altri prigionieri di guerra dell'Asse originari di quelle zone. Von Pannwitz fu giustiziato nel 1947 con l'accusa di crimini di guerra in Iugoslavia, poi revocata nel 1996.

SS cosacche.

## Composizione
- 1ª Divisione cosacca
  - 1º Reggimento cosacchi del Don
  - 2º Reggimento cosacchi della Siberia
  - 4º Reggimento cosacchi del Kuban'
  - 1º Reggimento cosacchi d’artiglieria
- 2ª Divisione cosacca
  - 3º Reggimento cosacchi del Kuban'
  - 5º Reggimento cosacchi del Don
  - 6º Reggimento cosacchi del Terek
  - 2º Reggimento cosacchi d’artiglieria
- Brigata di fanteria
  - 7º Reggimento di fanteria
  - 8º Reggimento di fanteria
  - Battaglione da ricognizione
- Battaglione comunicazioni
- Battaglione speciale da ricognizione
- Battaglione genieri